# Gelbwangensittich

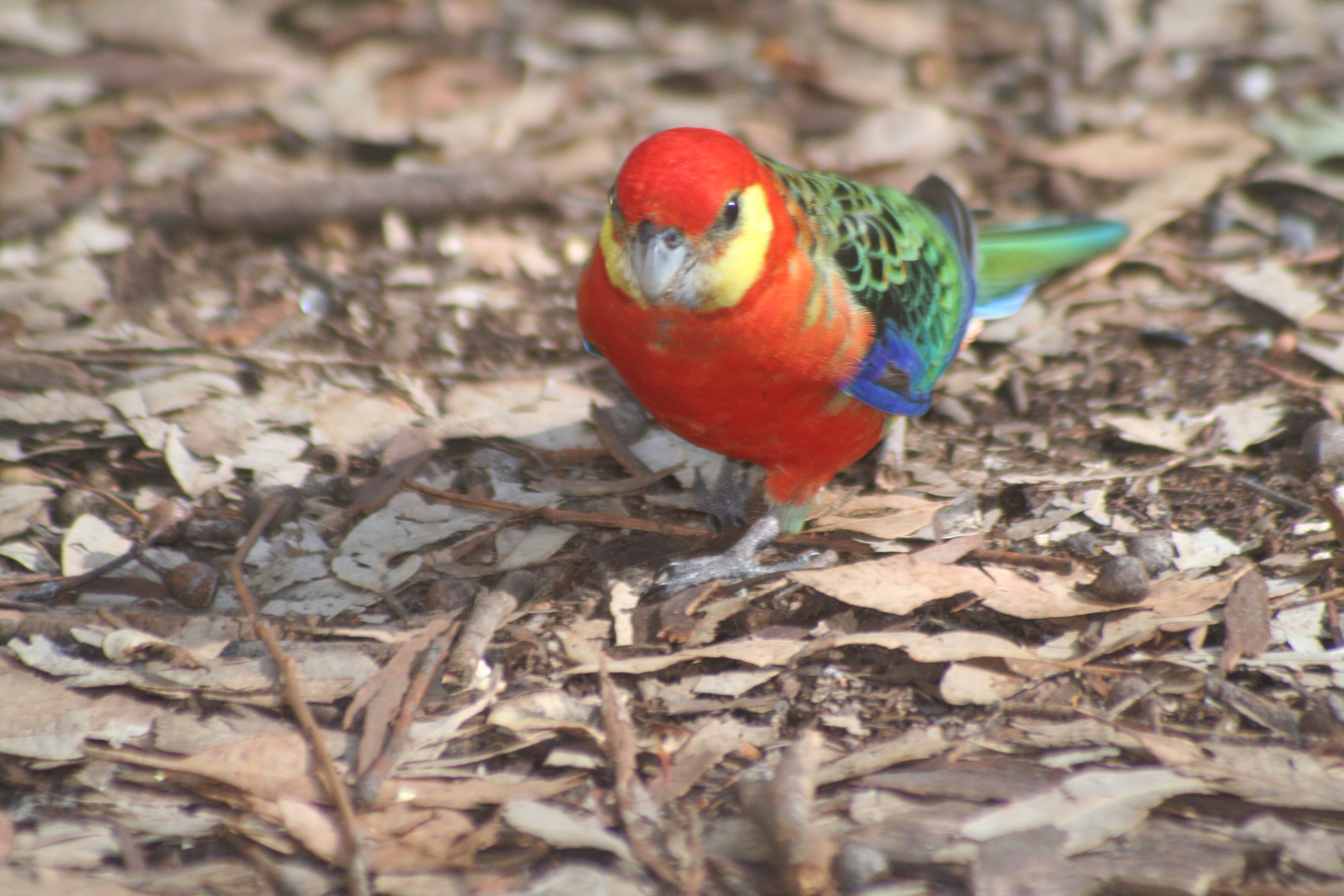
Gelbwangensittich

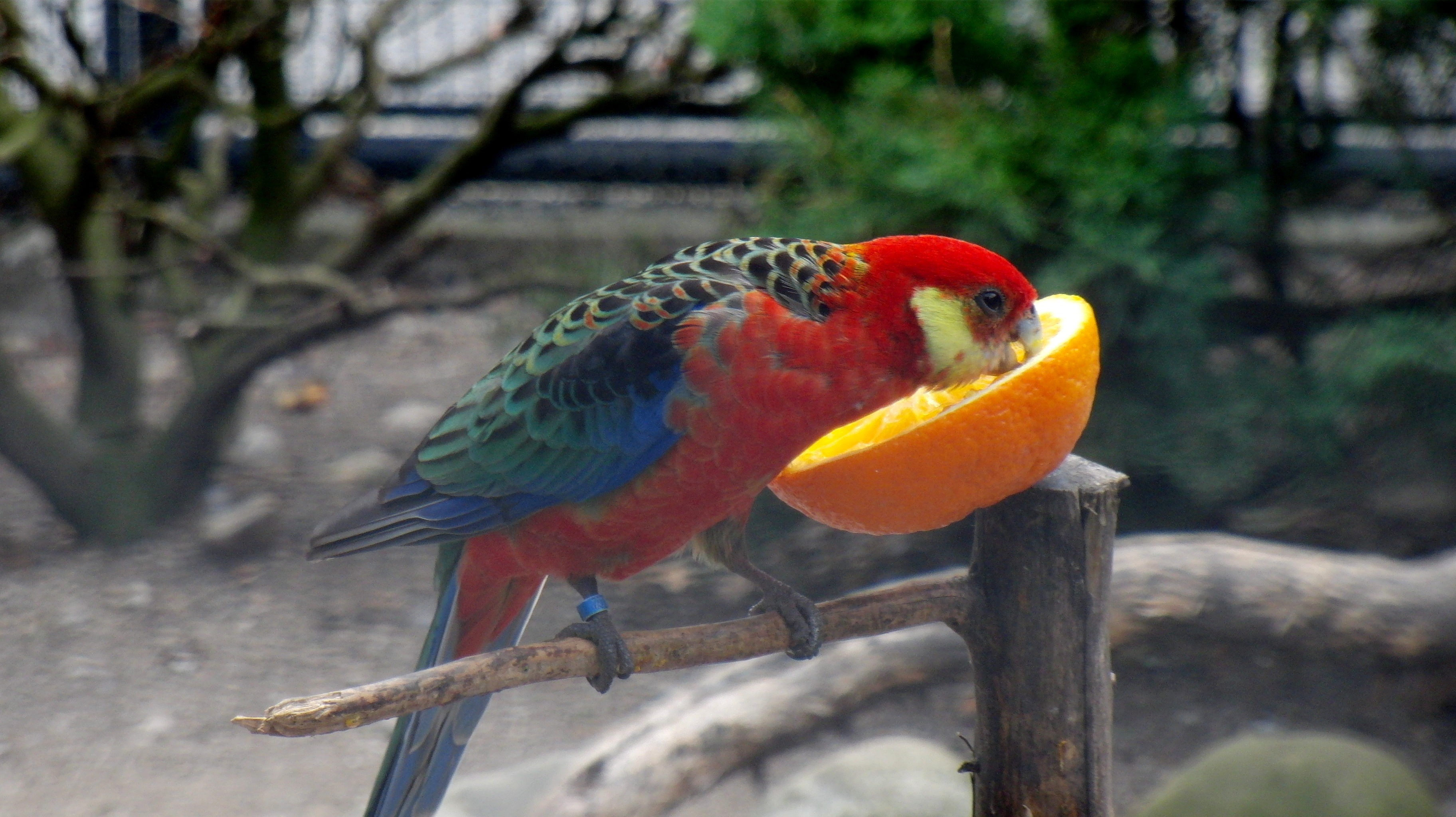
Gelbwangensittich im Lindengutpark in Winterthur.

Der Gelbwangensittich (Platycercus icterotis) auch Stanleysittich gehört zu den Papageienarten, Gattung Plattschweifsittiche. Aufgrund seiner Färbung wird der Vogel auch Gelbwangenrosella genannt. Es gibt zwei Unterarten, P. icterotis icterotis (Temminck & Kuhl, 1820) und den P. icterotis xanthogenys Salvadori, 1891, die sich in der Färbung unterscheiden.

## Beschreibung
Bei einer Größe von bis zu 26 Zentimetern werden die Vögel zwischen 55 und 80 Gramm schwer. Gelbwangensittiche zeigen deutliche Geschlechtsunterschiede.
Das Kopf- und Brustgefieder des männlichen Vogels ist bei P. icterotis icterotis scharlachrot mit gelben Wangenflecken. Die Rückenfedern sind schwarz und weisen eine gelbgrüne oder roten Säumung auf. Die Schwungfedern sind blau gefärbt, die Flügeldecken sind schwarz mit grüner Säumung. Die Färbung des Männchens ist bei P. icterotis xanthogenys weniger ausgeprägt und blasser, die Schwungfedern sind dunkelgrau.
Die Hauptfarbe des weiblichen Vogels ist bei beiden Unterarten grünbraun mit einigen blauen Federn. Das Gefieder an Kopf und Brust weist rote Farbeinsprengsel auf. Die Wangenflecken sind nur schwach ausgeprägt und reichen nicht bis zum Auge.
Alle erwachsenen Tiere haben braune Augen und graue Beine, der Schnabel ist hellgrau.
Die Jungvögel sind meist durchgängig grün gefärbt, die Wangenflecken der erwachsenen Gelbwangensittiche sind nur andeutungsweise zu erkennen.

## Vorkommen, Lebensweise und Ernährung
Gelbwangensittiche sind in Südwest-Australien heimisch. Sie bevorzugen ein locker mit Bäumen bestandenes Grasland oder offene Wälder. Die nach der Roten Liste nicht gefährdeten Vögel haben sich in manchen Gegenden zu Kulturfolgern entwickelt. Generell sind Gelbwangensittiche jedoch allgemein wenig häufige Vögel. Ihre Verbreitung ist ungleichmäßig und lückenhaft. Regional unterliegt die Bestandsdichte großen Schwankungen. Ihren Verbreitungsschwerpunkt haben Gelbwangensittiche heute im äußersten Südwesten Australiens, wo diese Art vermutlich von der Rodung der Eukalyptusbäume und der Anlage von landwirtschaftlichen Flächen profitiert hat. Dagegen ist der Bestand im Wheatbelt dramatisch eingebrochen und teils ganz erloschen. Gegenüber dem im selben Verbreitungsgebiet vorkommenden Ringsittich, dessen Unterart Barnardius zonarius semitorquatus größer und vor allem deutlich schwerer ist, können sich Gelbwangensittiche nicht durchsetzen. Diese Kragensittichart konkurriert mit dem Gelbwangensittich sowohl um Nistplätze als auch Nahrungsressourcen. 
Die Paarbildung bei Gelbwangensittichen ist oft lebenslang bei enger Bindung der Partner aneinander. Die Vögel leben in kleinen Familienverbänden und Schwärmen bis zu 25 Tieren.
Gelbwangensittiche ernähren sich von Sämereien, Früchten, Kräutern und Insekten. Als Verdauungshilfe nehmen sie kleine Steine auf.

## Fortpflanzung
Mit zwölf Monaten werden Gelbwangensittiche geschlechtsreif. Das Nest wird meist in einer Baumhöhle angelegt. Das Gelege umfasst drei bis sieben Eier. Die Brut erfolgt ausschließlich durch das Weibchen. Nach einer Brutzeit von 20 Tagen schlüpfen die Jungen. Sie sind nach ungefähr 35 Tagen flügge.

## Belege